# ولاية ورقلة
ولاية ورقلة هي أحد أهم الولايات الجزائرية لامتدادها التاريخي فهي أحد أهم المدن في أول دولة إسلامية في المغرب العربي وكانت المدينة وقتها تسمى «واركلان» لتتغير لكنة نطقها بالبربرية الآن بـ«ورجلان» أي بمعنى الرجل الحر
قديما حيث جمع سكانها الذين عمرو مدينة واركلان أحد قصورها الصحراوية ثروة كبيرة من خلال الخط التجاري الذي نشطوه مع أفريقيا العميقة، وثانيا لأنها مصدر الثروة البترولية للجزائر وسميت مدينة ورقلة حديثا والتي سكنت منذ فجر التاريخ وشكلت العاصمة الإقليمية للجنوب الشرقي منذ الفترة العثمانية.
سميت ولاية الواحات إبان الاستقلال وضمت جميع مدن الجنوب الشرقي من الأغواط شمالا إلى تمنراست جنوبا لتكتفي بعد التقسيم الإداري لعام 1984 بثلاث مدن كبرى هي ورقلة عاصمة الولاية وحاسي مسعود القطب الصناعي وتقرت. تبعد عن العاصمة الجزائرية ب 820 كلم، ولا زالت آثارها القديمة والتاريخية راسخة في سكانها حيث تلمس الصبغة المتأصلة لثراتها بمجرد زيارة القصر العتيق الدي يتوسط المدينة المصنف ضمن الترات العالمي ومن خلال زيار قصورها الستة.

## التقسيم الإداري

### الدوائر
| - دائرة ورقلة - دائرة سيدي خويلد - دائرة انقوسة - دائرة الحجيرة | - دائرة حاسي مسعود - دائرة البرمة |  |

### البلديات
|  | - انقوسة - سيدي خويلد - عين البيضاء - حاسي بن عبد الله - ورقلة | - الرويسات - البرمة - حاسي مسعود - الحجيرة - العالية |  |

## المعطيات الجغرافية
يقع حوض ورقلــة في الجنوب الشرقي للجزائر وهو جزء من المنخفض الصحراوي الكبير، يبلغ طوله 30 كلم، وعرضه يتراوح بين 12 و18 كلم. وارتفاعه بين 103 و150 م فوق مستوى سطح البحر، يمتد بين هضبتين، الأولى تحّده من الغرب، ارتفاعها 230م، والثانية من الشرق بارتفاع يناهز 160م. وهي متصلة برمال العرق الشرقي الكبير.

### واحـة ورقـلة:
ورقـلة واحة رائعة الجمال، تحيط بساتين النخيل بالمدينة القديمة (القصر العتيق)، تعتبر ورقلة هبة وادي مية بفضل مجاريه الباطنية التي توفّر مياه جوفية هائلة.

وقد عرفت أهمية وادي مـيّة منذ القدم ولعل ابن خلدون كان يقصد وادي ميّة فيما كتبه:
'و ينبع مع النهر من فوهته نهر كبير ينحدر ذاهبا إلى بوده ثم بعدها إلى ثمطيت ويسمى لهذا العهد كـير، عليه قصورها ثم يمر إلى أن يصب في القفار ويروغ في قفارها ويغور في رمالها، قصر ذات نخل تسمى '«واركلان» (تاريخ ابن خلدون ج6 ص 212-213)

## المناخ

### درجة الحرارة:
مناخ منطقة ورقلة، صحراوي جاف، ودرجات الحرارة بها مرتفعة صيفا حيث تتجاوز (41°) في المتوسط، وتنخفض شتاء، ولا سيما أثناء الليل، فالمناخ هنا قاري يتميز بفوارق حرارية، (يومية وفصلية) معتبرة، تصل إلى حدود (30°)مئوية.

### الأمطار:
مناخ ورقلة يتميز بندرة الأمطار (49 مم) في المتوسط وهي كغيرها من المناطق الصحراوية، تفتقر للغطاء النباتي الطبيعي، ولكنها بالمقابل غنية ببساتين النخيل، فهي واحة بديعة المناظر.

### الرياح الموسمية:
تهب على ورقلة عواصف رمليــة موسمية بين شهري (فبراير وأفريل)، وتبلغ ذروتها في شهر مارس، وغالبا ما تتسبب في خسائر فادحة تصيب الزرع والماشية، ويبدأ الجو في التحسن ابتدأ من شهر سبتمبر عندما يتغير اتجاه الرياح، لتصبح شمالية شرقية، وهي معروفة محليا باسم (البحـري)، وهي غالبا ما تكون محملة بشيء من الرطوبة فتعمل على تلطيف الجو ولا سيما ليلا.
ويرحب سكان المنطقة كثيرا بهذه الرياح فهي تساعد على تلقيح أشجار نخيلهم، كما يرحبون بالحرارة أثناء النهار لكونها عاملا أساسيا في نضج ثمارها.

## السكان
| ذكور   | فئة عمرية     | إناث   |
| ------ | ------------- | ------ |
| 812    | 85 سنة وأكثر  | 902    |
| 1٬063  | 80 إلى 84 سنة | 966    |
| 2٬110  | 75 إلى 79 سنة | 1٬756  |
| 2٬906  | 70 إلى 74 سنة | 2٬411  |
| 3٬716  | 65 إلى 69 سنة | 3٬331  |
| 4٬387  | 60 إلى 64 سنة | 4٬111  |
| 6٬287  | 55 إلى 59 سنة | 5٬317  |
| 9٬234  | 50 إلى 54سنة  | 8٬238  |
| 11٬945 | 45 إلى 49 سنة | 11٬877 |
| 13٬452 | 40 إلى 44 سنة | 13٬727 |
| 16٬357 | 35 إلى 39 سنة | 16٬814 |
| 19٬490 | 30 إلى 34 سنة | 19٬690 |
| 27٬085 | 25 إلى 29 سنة | 27٬196 |
| 31٬961 | 20 إلى 24 سنة | 31٬389 |
| 33٬786 | 15 إلى 19 سنة | 32٬526 |
| 32٬739 | 10 إلى 14 سنة | 31٬603 |
| 30٬540 | 5 إلى 9 سنوات | 29٬392 |
| 35٬089 | 0 إلى 4 سنوات | 33٬400 |
| 431    | غير معروف     | 521    |

## الزوايا
- «الزاوية القادرية» بالرويسات.[2]
- «الزاوية التيجانية» بتماسين.[3]
- «زاوية سيدي بن ساسي» بالرويسات.[4]
- «زاوية سيدي أحمد بلعباس» بورقلة.[5]
- «زاوية سيدي خويلد» بسيدي خويلد.
- «زاوية سيدي بلعلمي» بالعالية.[6]
- «زاوية سيدي العابد» بالزاوية العابدية.[7]
- «زاوية الشيخ مسعود بلمسعود» بالمنقر.[8]

## التعليم الجامعي
تضم هذه الولاية العديد من الجامعات ومؤسسات التعليم الجامعي، منها:
- جامعة قاصدي مرباح[9]

## صفحات من تاريخ ورقلة

### عصور ما قبل التاريخ
يعتمد التاريخ البشري في عصور ما قبل التاريخ على وجه الخصوص، على علم الآثار وأبحاثه ومكتشفاته الأثرية، وكان نصيب منطقة ورقلة منه غير قليل حيث تم اكتشاف العديد من المخلفات الأثرية في عدد من المواقع أو الحقول الأثرية مثل: حقل حاسي مويلح، وعرق التوارق، عرق تسيرة، قارة كريمة وبرج ملالة وغيرها من المواقع الأثرية.
وقد دلّت الحفريات على أن الإنسان ظهر في منطقة ورقلة في الحقبة الأولى من البلاستوسين، حيث مرت بالصحراء ظروف مناخية متقلبة جعلت من الصحراء القاحلة الآن، جنة خضراء، غنية بالبحيرات والأنهار لمئات الآلاف من السنين. ثم أعقبت ذلك موجة من الجفاف امتدت كذلك آلافا عديدة من السنين.
لقد حدث هذا التعاقب خمس مرات خلال الحقبة المذكورة (البلاستوسين).
وتستند معرفتنا عن العصر الحجري القديم الأوسط والحديث (من 50 إلى 35 ألف سنة) في منطقة ورقلة، على ما قدمته لنا بعض الحفريات المنهجية من معلومات وأدوات ترجع لهذه الفترة، وما عثر عليه، كان نتيجة لعمليات المسح الأولية (ملتقطات سطحية). ويدل الظهور المبكّر ووفرة الأدوات الحجرية الهلالية الدقيقة، وحجر الرحى في مناطق شاسعة من الصحراء الكبرى، على أن الزراعة بدأت قبل أن تبدأ موجة الجفاف الحديثة التي أدت إلى ظهور الصحراء بشكلها وصورتها التي نعرفها اليوم.
وهنا لا بد لنا من الاعتماد على أبحاث العلماء المختصين، الذين انكبوا على دراسة آثار الإنسان في هذه المنطقة فقد دلت الأبحاث التي أجريت في حوض رقلـة أن هذه المنطقة كانت عامرة بالسكان منذ أقدم العصور البشرية، استنادا إلى المخلفات التي عثروا عليها، من أدوات وأسلحة حجرية والتي يمكن تصنيفها إلى نفس المراحل العالمية
- - في الثمانيات من القرن العشرين ثم اكتشاف العديد من الأدوات والأسلحة ورؤوس السهام تعود للعصر الحجري القديم (le Paléolithique) في حوض عرق التوارق 20 كلم جنوب مدينة ورقلة الحالية، عمر هذه الأدوات يتراوح بين 200 ألف و100 ألف سنة، وهي معروضة في متحف باردو بالجزائر العاصمة.
  - كما تم اكتشاف مجموعة كبيرة من الأدوات تعود إلى العصر الحجري الحديث والعصر الحجري الأخير Le Néolithique وL’Epipaléolithique، في كل من حوض الحمراية وبرج ملالة ومنقش والآبار القديمة ومنطقة البيضة المزخرفة وفي البيضتين وحاسي مويلح وحاسي الحجر.
  - بالإضافة إلى أدوات حجرية أخرى اكتشفت في برج ملالة يتراوح عمرها بين 3750 و2400 سنة وأدوات أخرى اكتشفت في الحقل المسمى الكثبان Les dunes أو (القنيفيدة)، يناهز عمرها 5400 سنة.

### جذور سكان ورقلة التاريخية
إبان الألفية التاسعة قبل الميلاد، ظهر بالمنطقة الصحراوية، جنس من البشر قريبون أنتربولوجيا من سكان شمال أفريقيا الحاليين، ومن المحتمل أن هذا الإنسان الأول الذي أطلق عليه اسم «قفصي Capsien)») نسبة لقفصة أو بالأحرى Capsa وهو الاسم القديم لقفصة الحالية في تونس.
ويعتقد أن الحضارة القفصية La civilisation capsienne قادمة من بعيد، ولا يمكننا تحديد أصولها بدقة ويعتقد أنهم من أصل شرقي، شكلوا إحدى مكونات العرق الأمازيغي، انتشروا في البداية في الناحية الشرقية والوسطى، ثم امتدوا نحو الصحراء. هذه المنطقة التي أثريت بروافد بشرية أخرى قادمة من الجنوب فقد تم اكتشاف هياكل عظمية في مدافن وقبور، أثبت البحث العلمي المتقدم أنها لسكان زنوج نزحوا من الجنوب على أثر الجفاف الذي اجتاح الصحراء الكبرى منذ الألفية الثالثة. وظلت هذه الموجات البشرية تفد حتى الألفية الثانية.
و لعل الغرامنتيون أسلافنا هم أول من عمّر هذه الأصقاع منذ ما يزيد عن سبعة آلاف سنة ولكن تاريخ ورقلة ارتباط بقبيلة بني وركلان البربرية.
السياحة في ورقلة
لعل الحضارات والأحداث التي تعاقبت على منطقة ورقلة قد أكسبتها ميزة سياحية فاصلة بما ظل من الشواهد والآثار والمعالم والتي منها قصر ورقلة (القصبة القديمة) وقصر تماسين وسدراته وكذلك لالة كريمة وبرج ملالة وقصر سيدي خويلد وقصر تقرت، قبر الملوك وبرج ديفيك وغيرها من المعالم السياحية والتاريخية كالمتاحف والبحيرات والحمامات والينابيع الطبيعية الاستشفائية، كما تزخر ورقلة بالمرافق السياحية والترفيهية كالفنادق والمطاعم والمخيمات السياحية والوكالات السياحية العمومية والخاصة. إلا أنها ما زالت بعيدة عن التطور السياحي الذي يجعلها رائدة في هاذا المجال
وفي فترة ما بعد نزوح الرستميون ومعهم تبعائهم من تيهرت نزحوا في ورقلة بمنطقة تسمى سدراته وعمروا فيها وكان لها صيت كبير في البقاع المجاورة بسبب التجارة وعلمائها.
وهي تبعد عن عاصمة الولاية 8 كلم وآثارها قائمة إلى الآن. وهم الآن يعتبرون من أقدم السكان بورقلة لأنهم السكان الدين بدأ التاريخ يشهد على أنهم قطنوا في هاته الولاية..وهذا أيضا لا يعني أنهم السكان الأوائل بها.

## نواب ولاية ورقلة في المجلس الشعبي الوطني
يبلغ عدد النواب في المجلس الشعبي الوطني عن ولاية ورقلة 7 نواب خلال الدورة التشريعية 2017م-2022م التي انطلقت بعد 4 ماي 2017م.
التوزع الجنسي لنواب البرلمان عن ولاية ورقلة (2017م-2022م)
يتوزع نواب البرلمان عن ولاية ورقلة في الدورة التشريعية 2017م-2022م وفق الجنس حسب النسب التالية:
1. النواب النساء: 1 (14.29 %).
2. النواب الرجال: 6 (85.71 %).

### التوزيع الحزبي
الانتماء الحزبي لنواب البرلمان عن ولاية ورقلة (2017م-2022م)
يتوزع نواب البرلمان عن ولاية ورقلة في الدورة التشريعية 2017م-2022م حسب عدة قوائم حزبية:
1. حركة مجتمع السلم: 1 نائب (14.29 %).
2. التجمع الوطني الديمقراطي: 1 نائب (14.29 %).
3. جبهة التحرير الوطني: 2 نواب (28.57 %).
4. حزب الفجر الجديد: 1 نائب (14.29 %).
5. الحزب الوطني للتضامن والتنمية: 1 نائب (14.29 %).
6. الأحرار: 1 نائب (14.29 %).

### القائمة الاسمية للنواب خلال العهدة التشريعية 2017م-2022م
1. سعاد الأخضري (جبهة التحرير الوطني).[12]
2. بلقاسم زروقي (حركة مجتمع السلم).[13]
3. عبد العزيز خمقاني (التجمع الوطني الديمقراطي).[14]
4. ميلود دليلي (الأحرار).
5. إبراهيم لعروسي (جبهة التحرير الوطني).[12]
6. عبد الحميد جزار (الحزب الوطني للتضامن والتنمية).
7. محمد مسعودي (حزب الفجر الجديد).

### القائمة الاسمية للنواب خلال العهدة التشريعية 2022م-2026م
2. رزيقي عطاءالله (حركة البناء الوطني).

## وصلات خارجية
- الموقع الرسمي لولاية ورقلة
- خبار بلادي.. الجزائر.. ولاية ورقلة